# Alan Walker (musicólogo)
Alan Walker, FRSC (Scunthorpe, Lincolnshire, 6 de Abril de 1930) é um musicólogo e professor anglo-canadiano, conhecido por ser biógrafo e estudioso da obra do compositor Franz Liszt.
A sua biografia em três volumes de Franz Liszt, que lhe levou 25 anos a completar, é extremamente influente. É costume ser classificada como "monumental" e "magistral", e terá "desenterrado muito novo material e dado um forte estímulo para pesquisa futura".